# Ndir
NDIR – polecenie wyświetlenia zawartości katalogu w sieciowym systemie operacyjnym Netware (autorstwa firmy Novell). Jest odpowiednikiem polecenia dir w systemie operacyjnym DOS, ale w odróżnieniu od niego wyświetla jeszcze atrybuty plików i informacje o ich właścicielu. Nazwa tego polecenia jest akronimem od angielskiego Network Directory (katalog sieciowy). Pozwala ono również na wszechstronne sortowanie wyników (m.in według daty utworzenia, ich właściciela, czy uprawnień).

## Składnia
```
NDIR [ścieżka dostępu][/opcja]
```

- NDIR - wyświetla zawartość katalogu
- NDIR /C - ang. continuous display - wyświetla informacje ciągle (nie zatrzymuje się po zapełnieniu ekranu)
- NDIR /DO  - ang. directories only - wyświetla tylko informacje o katalogach
- NDIR /FO  - ang. files only - wyświetla tylko informacje o plikach
- NDIR /SUB lub NDIR /S - ang. subdirectories - uwzględnia podkatalogi
- NDIR /SORT - sortuje pliki rosnąco (kryterium jest nazwa)
- NDIR /REV SORT - sortuje pliki malejąco (kryterium jest nazwa)
- NDIR /OW - ang. owner - wyświetla informacje o właścicielu plików
- NDIR /LONG lub NDIR /L - wyświetla długie nazwy plików
- NDIR /COMP - wyświetla wielkość spakowanego pliku z kompresją oraz bez niej oraz wypisuje zyskane miejsce

Przykłady:
- NDIR J*.* /DO /SUB	    - wyświetla informacje o katalogach (wraz z podkatalogami), zaczynające się na J.
- NDIR /FO /C	            - wyświetla informacje o plikach w sposób ciągły
- NDIR /FO /SUB	            - wyświetla informacje o plikach znajdujących się  w katalogu aktualnym i podkatalogach
- NDIR /FO /SORT UP	    - wyświetla informacje o plikach sortując według daty ostatniej modyfikacji
- NDIR /FO /SORT CR	    - wyświetla informacje o plikach sortując według daty utworzenia
- NDIR /FO /SORT OW	    - wyświetla informacje o plikach sortując według nazwy właściciela
- NDIR /FO /REV SORT SI	    - wyświetla informacje o plikach sortując według wielkości (wyniki wyświetlane odwrotnie)
- NDIR R*.* /FO	            - wyświetla pliki począwszy od litery R z dowolnym rozszerzeniem
- NDIR *.exe /FO /SUB	    - pokazuje tylko pliki z rozszerzeniem EXE znajdujące się w pod katalogach
- NDIR /FO /AC BEF 4-20-92    - pokazuje pliki do których dostęp zarejestrowano przed konkretną datą
- NDIR /FO /OW EQ pc23	    - pokazuje pliki użytkownika  pc23
- NDIR /FO /OW not EQ pc23    - pokazuje pliki nie należące do użytkownika  pc23
- NDIR C:\*.tmp /SUB          -  wyświetla wszystkie pliki z rozszerzeniem tmp na dysku C (wraz z jego podkatalogami)
- NDIR C:\katalog1* /CR BEF 06-12-08 - wyświetla wszystkie pliki z katalogu katalog1 utworzone przed 6.12.2008

## Opcje sortowania
Sortowanie uzyskuje się poprzez dodanie do polecenia ndir przełącznika /sort
- REV - ang. reverse - sortuje pliki w odwrotnej kolejności
- OW  - ang. owner - sortuje pliki według ich właściciela
- SI  - ang. size - sortuje pliki według ich wielkości
- UP  - ang. update - sortuje pliki według daty ostatniej modyfikacji
- CR  - ang. create - sortuje pliki według czasu ich utworzenia
- UN  - ang. unsorted - sortuje pliki posortowane

## Ograniczenia sortowania
Używając odpowiednich wyrażeń możemy wyświetlić tylko te katalogi bądź pliki które będą spełniać postawione przez nas warunki. 
- EQUAL TO - równy z
- GREATER THAN - większy od

Wyrażenia te możemy zaprzeczyć poprzedzając je wyrażeniem "NOT". Otrzymujemy wtedy:
- NOT EQUAL TO – różny
- NOT GREATER THAN – nie większy od (mniejszy lub równy)

Przykład:
- NDIR/SI NOT GREATER THAN 7500

Powoduje wyświetlenie nam plików, które są mniejsze od 7500 B lub mają dokładnie tę wielkość.